# Taarof
Taarof sau Ta’ārof (persană تعارف) este un termen persan care se referă la o formă iraniană de artă a etichetei care subliniază atât respectul, cât și rangul social. Cuvântul provine de la rădăcina arabă عرف [‘arafa] „cunoaștere”, „a face cunoștință”.  Este una dintre cele mai importante componente ale identității culturale persane, iar în afara granițelor nu există înlocuitor. Nu se poate oferi o definiție exactă a acestui termen, deoarece nu are echivalent în limba română dar se poate asemăna cu curtoazia. Mulți cercetători consideră această etichetă ca o exagerare în acordarea respectului și a recunoștinței. 
Acesta reprezintă un proces discursiv complex care este echivalent cu mascarea sensului real al enunțului. Poate fi într-adevăr destul de înșelător și poate fi o capcană pentru cei care nu descifrează mesajul comunicat. 
Este important de menționat faptul că este imposibil de epuizat subiectul Taarof-ului deoarece este un fenomen complex, greu de încapsulat într-un singur articol. 
Taarof-ul are un rol important în relațiile sociale din Iran și nu numai. Relațiile iranienilor interpersonale încep și se termină cu taarof. Există mai multe tipuri de Taarof: în interacțiunile stradale, într-o discuție telefonică, în momentul în care se face o invitație altcuiva (și viceversa) etc. 
Taroof-ul în cultura persană este atât de înrădăcinat încât este cunoscut drept una din caracteristicile persane în asemenea măsură încât a devenit subiectul cercetărilor a numeroși iranologi. Aceasta politețe exagerată s-a răspândit în Orient, însă Iranul este singura țara care i-a atribuit un nume acestui fenomen.

## Definiții oferite de cercetători
William O. Beeman a scris că: „În gândirea și în comportamentul iranienilor este un amestec intern și extern, încât păstrarea imaginii externe s-a transformat într-una dintre cele mai importante acțiuni ale iranienilor.” Din cauza ospitalității și a căldurii față de musafiri, granița dintre taarof și bunătate este foarte subțire, deci, atunci când simțiți că vi se face un serviciu cu „mult peste așteptări” puteți să le cereți celorlalți să nu mai facă taroof rostind: Taarof Nakon! (!تعارف نکن), literalmente - Nu face taarof! De altfel și această dorință se socotește ca un fel de taroof și există posibilitatea ca ei să se opună acestei dorințe. Așadar, se va încerca rostirea acestei vorbe din inimă.
Christopher de Bellaigue, istoric, lingvist și scriitor spune în „The Atlantic” că: „(...) ta’arof se referă la un mod de a gestiona relațiile sociale într-o manieră elegantă. Poate fi fermecător și o bază pentru bunătatea reciprocă, sau poate fi rău intenționat, o armă socială sau politică care îl derutează pe destinatar și îl pune în dezavantaj.”
Farzad Sharifian notează în „Cultural Conceptualisations and Language”: „Tarof este o schemă culturală care stă la baza unei părți semnificative a interacțiunilor sociale de zi cu zi în persană. Realizarea ei în conversații poate fi sub formă de invitații aparente, respingere repetată a ofertelor, insistare în a face oferte, ezitare în a face cereri, complimente frecvente, ezitare în a depune reclamații etc. (...) De multe ori nu este ușor să distingem târof de încercări autentice, și de aceea vorbitorii își cer reciproc în mod constant să nu se implice în târof, pentru a afla dacă actul comunicativ este unul autentic.”

## Exemple practice deTaarof
Taarof-ul guvernează toate relațiile interpersonale și îmbracă diferite forme. 
Pentru a putea înțelege practica taarof-ului se poate începe prin exemplificarea anumitor interacțiuni. 
Un exemplu simplu de taarof este cel în care doi prieteni se invită unul pe celălalt să intre sau să iasă dintr-o încăpere. De obicei, în alte țări în această situație, unul dintre ei spune „după tine” și apoi intră în încăperea respectivă. Dar nu este cazul în Iran. Ei continuă să se complimenteze unul pe celălalt până când în cele din urmă unul dintre ei renunță, intră primul și își cere scuze. Uneori se pot vedea oameni stând la ușă timp de câteva minute, lăudându-se unul pe celălalt și motivând de ce celălalt ar trebui să intre mai întâi pe ușă. 
Proprietarii de restaurante sau șoferii de taxi, în semn de respect, vor spune adesea că nu este nevoie să plătiți și, în schimb, va trebui să vă arăți respectul insistând să plătiți până când ei vor accepta. Se obișnuiește ca plata să fie refuzată de două sau de trei ori, deși, în tot acest timp, se așteaptă ca plată să fie finalizată. 
Acest lucru este valabil și pentru ospitalitatea de acasă, unde gazdele sunt așteptate să ofere oaspeților tot ce pot și se așteaptă ca oaspeții să refuze, uneori de mai multe ori, înainte de a accepta. 
Ideea este de a manifesta reticență înainte de a accepta orice atunci când este oferit pentru prima dată.

## Exemple practice în diferite situații
Ideea de a face taarof are la bază ideea de a măguli altă persoană, iar vorbitorii folosesc metafore foarte elaborate și înflorate atunci când iau parte la un dialog.
Într-un dialog între două persoane, procesul ar fi următorul:

### Atunci când se oferă un cadou
Ca parte a culturii iraniene, oamenii încearcă să pretindă că darul pe care l-au pregătit nu este suficient de demn pentru cel care îl primește. În această situație, în mod normal are loc următoarea conversație:
- Persoana A (oferind un cadou): .قابل شما را نداره [Qābel-e šomā rā nadāreh] (Nu este suficient de demn pentru dumneavoastră.)
- Persoana B: .اختیار دارید [Ekhtiār dārid] (Este drăguț din partea ta.)

### Când se arată aprecierea ospitalității cuiva
A (Invitat): .خیلی به زحمت افتادید [Kheili be zahmat oftadid.] (A fost o problemă atât de mare pentru tine.)
B (Gazda): .چه زحمتی؟ شما رحمتید [Če zahmati? Šomā rahmatid.] (Ce problemă? A fost o binecuvântare.)
Ca regulă generală în ceea ce privește Taarof, atunci când cineva face ceva pentru noi, este recomandat să-l apreciem. Arătați-le că înțelegeți dificultatea de a vă face o favoare și admirați-o folosind orice expresie care vă place.

### Atunci când se fac complimente
- Persoana A: .خیلی قشنگه [Kheili qašange.] (Este foarte frumos)
- Persoana B: .چشمت قشنگ می‌بینه [Češmat ghashang mibine]. (Ochii tăi o văd frumos)

Ca parte a etichetei iraniene Taarof, este politicos să refuzi complimentul pe care îl primești și să-l raportezi la bunătatea celeilalte persoane. Conversația de mai sus este cu adevărat comună în rândul iranienilor. Uneori s-ar putea să faci un compliment pentru ceva, iar proprietarul va încerca să vi-l ofere cadou. Trebuie să ne amintim că este Taarof și că ar trebui să-l refuzați în timp ce apreciezi bunăvoința lor.

## Cele mai frecvent utilizate expresii deTaarof
| Explicație | Sens real                                    | Sens literal                                   | Transliterare            | Transcriere       |
| --- | -------------------------------------------- | ---------------------------------------------- | ------------------------ | ----------------- |
| Această frază este utilizată pentru a reprezenta gratitudine în schimbul unui favor fizic cum ar fi prepararea mesei.                                 | Mulțumesc                                    | Să nu te doară mâna                            | Dastet dard nakone       | دستت درد نکنه     |
| Aceasta este o expresie colocvială pentru a ne arăta afecțiunea față de cineva.                                                                       | Te iubesc!                                   | O să-ți mănânc ficatul                         | Ğigareto bekhoram!       | !جیگرتو بخورم     |
| Expresie folosită pentru a exprima smerenia ca răspuns atunci când se fac complimente.                                                                | Ești prea amabil                             | Sunt praful de pe picioarele tale              | Khak-e pai-e šomā hastam | خاک پای شما هستم  |
| Această expresie are o utilizare largă, de la aprecierea ocazională până la exprimarea afecțiunii. Este folosit și pentru a-și lua rămas bun.         | Îmi ești foarte drag(ă)                      | Mă sacrific pentru tine                        | Ghorbānet                | قربانت            |
| Este folosit pentru a exprima recunoștință când cineva promite că va urma cererile dumneavoastră.                                                     | Mulțumesc!                                   | Fie ca ochii tăi să fie departe de calamitate. | češmetun bi balā         | چشمتون بی بلا     |
| Poate fi folosit în multe situații. O utilizare comună este ca răspuns pentru oamenii care își cer scuze atunci când vin în vizită.                   | Ești mai mult decât binevenit                | Ești coroana de pe capul nostru.               | Tāj-e sar-e mā hastid    | تاج سر ما هستید   |
| Aceasta este o frază colocvială folosită ca răspuns la exprimarea recunoștinței cuiva pentru masa pe care tocmai a servit-o.                          | Mă bucur că ți-a plăcut mâncarea             | Fie ca aceasta să devină carne pe corpul tău.  | Gavešt baše be tanet     | گوشت بشه به تنت   |
| Se folosește atunci când invităm pe cineva acasă. | Vă rugăm să ne faceți o vizită               | Fie ca pașii tăi să cadă pe ochii noștri.      | Qadmatun rui-e češm      | قدمتون روی چشم    |
| Această expresie este răspunsul politicos atunci când cineva își cere iertare.                                                                        | Nu este nevoie să îți ceri scuze.            | Fie ca dușmanul tău să fie rușinat.            | Dušmanet šarmandeh       | دشمنت شرمنده      |
| Gazdele folosesc această expresie în semn de mulțumire oaspeților, pentru „necazurile” prin care au trecut pentru a-i vizita.                         | Mulțumesc pentru că ai venit                 | Ți-ai obosit picioarele.                       | Qadam rangeh farmudid    | قدم رنجه فرمودید  |
| Se folosește atunci când cineva își cere scuze pentru că ți-a întors spatele. Este un mod politicos de a scuza persoana care nu stă cu fața la tine.  | Nu este nicio problema dacă stai cu spatele. | Trandafirul nu are nici față, nici spate.      | Gol pošt va ro nadāreh   | گل پشت و رو نداره |
| Gazda folosește această frază pentru a le mulțumi invitaților pentru vizită.                                                                          | Mulțumesc pentru că ai venit.                | Ai adus lumină acestui loc.                    | Norani kardid            | نورانی کردید      |
| Este o formă de Taarof din partea vânzătorilor. Prin această expresie ei își arată ospitalitatea și că cumpărătorii sunt bineveniți mereu în magazin. |                                              | Magazinul îți aparține                         | Maqāzaneh khodetuneh     | مغازه خودتونه     |